# Мануель Ґуріор
Хосе Мануель де Ґуріор Порталь де Уарте Ердосаїн-і-Гонсалес де Сепульведа, 1-й маркіз де Ґуріор (ісп. José Manuel de Guirior Portal de Huarte Herdozain y González de Sepúlveda; 1708 — 25 листопада 1788) — іспанський морський офіцер і колоніальний чиновник, віцекороль Нової Гранади від 1773 до 1776 року, віцекороль Перу від 1776 до 1780 року. Член ордена Госпітальєрів.

## Біографія
У 25-річному віці вступив у флот у званні лейтенанта. Брав участь у морських битвах Семирічної війни, а також у боротьбі проти Берберських піратів у Середземному морі.
1772 року іспанський король призначив Мануеля Ґуріора на пост віцекороля Нової Гранади. Його попередник, Педро Мессія де ла Серда, не дочекався нового представника іспанської корони й у вересні 1772 року вирушив на батьківщину. Мануель Ґуріор прибув до Картахени на початку 1773 року.
За свого врядування Ґуріор переймався зміцненням обороноздатності колонії, особливо її прибережних міст і портів, намагаючись захистити Нову Гранаду від можливих атак англійців. У той період в Боготі було засновано університет. 20 липня 1773 року в столиці колонії відкрилась перша публічна бібліотека, до фонду якої ввійшли видання, вилучені в єзуїтів Педро Мессією за наказом короля Карла III.
1775 року король ухвалив рішення про призначення Ґуріора на посаду віцекороля ще однієї іспанської колонії — Перу. Фактично виконання обов'язків за новою посадою Мануель Ґуріор розпочав наступного року.
У Перу Ґуріор продовжив політику лібералізації економіки та спрощення системи оподаткування. Окрім іншого віцекороль опікувався науковою експедицією ботаників Іполіто Руїса Лопеса й Хосе Антоніо Павона, за результатами якої було видано книгу «Флора Перу та Чилі» (ісп. La flora peruana y chilena).
У червні 1777 року до Перу прибув королівський інспектор з метою перевірки стану справ у колонії. Він одразу ж наказав підвищити податок від продажів з 4 % до 6 %. За таких умов між віцекоролем та чиновником з метрополії виникли суперечки, що зрештою призвело до відставки Ґуріора в липні 1780 року. Щобільше, колишній віцекороль зазнав судового переслідування. Втім після смерті 1788 Мануель Ґуріор був виправданий.